# Antoni Lendzion

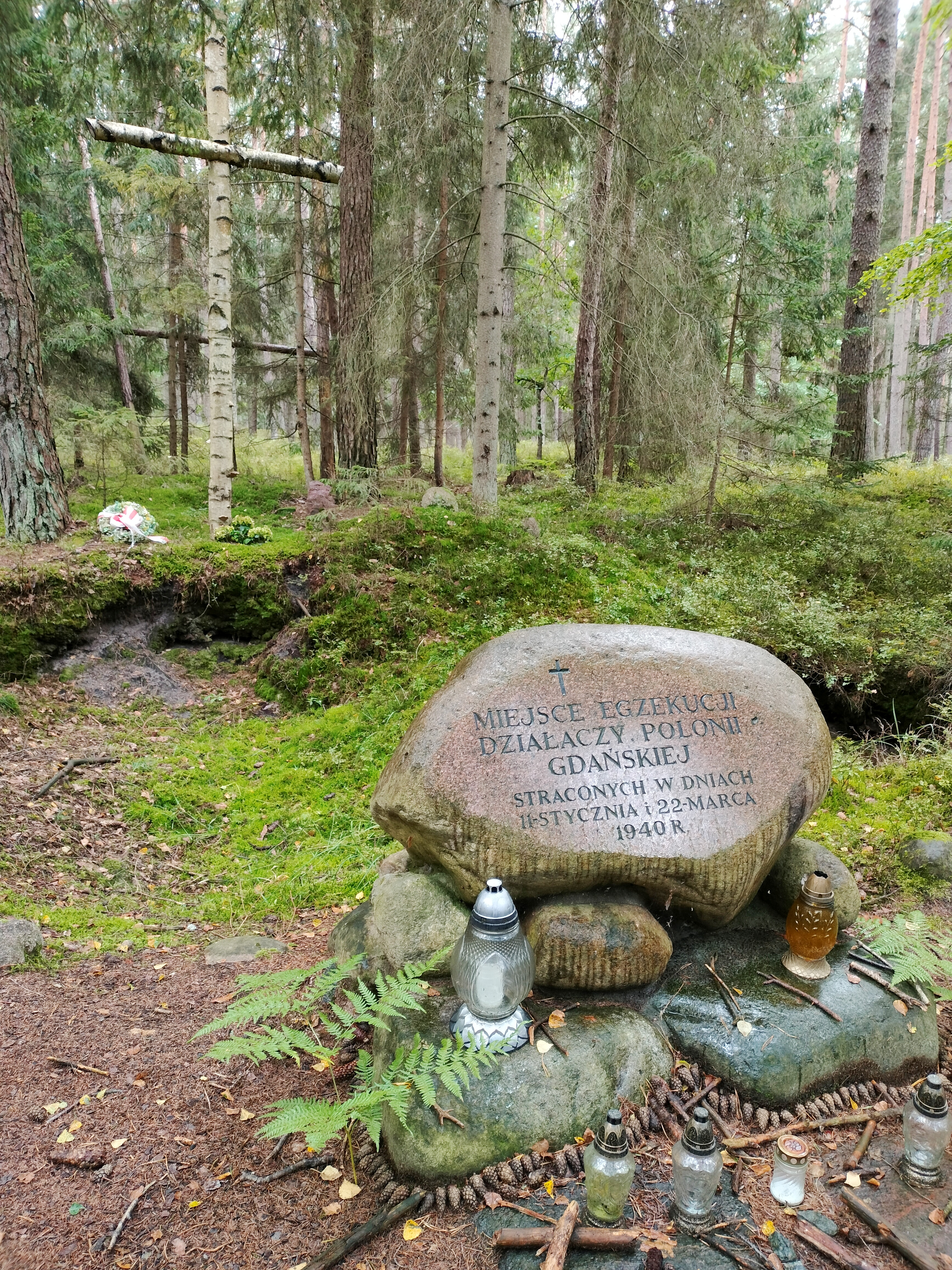
Sztutowo, miejsce egzekucji Antoniego Lendziona

Antoni Lendzion (ur. 10 lipca 1888 w Sampławie koło Lubawy, zm. 22 marca 1940 w Stutthofie) – polski działacz polityczny w Wolnym Mieście Gdańsku, poseł do Volkstagu (1928–1933 i 1935–1939), wiceprezes Gminy Polskiej i zarządu głównego Gminy Polskiej Związku Polaków w Wolnym Mieście Gdańsku (1928–1939). Ojciec Leona Lendziona, Maksymiliana Lendziona oraz Łucji Belling (z domu Lendzion).

## Życiorys
Urodził się jako syn flisaka Józefa i Marii z Laskowskich. Po śmierci ojca znalazł się w Toruniu pod opieką stryja, który wyuczył go zawodu krawca. Od 1908 zamieszkał w Gdańsku i założył własny zakład krawiecki. Jednocześnie włączył się w działalność polskich organizacji w tym mieście. Od 1906 był członkiem, a od 1911 prezesem gdańskiego oddziału Zjednoczenia Zawodowego Polskiego (ZZP), którym pozostawał przez cały okres międzywojenny. W sierpniu 1913 ożenił się z Bertą Wikland. W czasie I wojny światowej w armii niemieckiej, od listopada 1918 działał w Radzie Żołnierzy Polaków w Gdańsku. Był założycielem, a następnie działaczem Związku Byłych Żołnierzy Polaków.
Po utworzeniu Wolnego Miasta Gdańska był jednym z przywódców Polonii w Gdańsku i gorliwym obrońcą praw miejscowych Polaków. W latach 1928–1933 i 1935–1939 zasiadał jako poseł w Volkstagu III, IV i VI kadencji. Współautor memoriału tragiczna przyszłość Polonii gdańskiej, ogłoszonego w 10 rocznicę podpisania traktatu wersalskiego.
Od 1928 do 1937 sprawował funkcję wiceprezesa Gminy Polskiej, w latach 1937–1939 wiceprezesa zarządu głównego Gminy Polskiej Związku Polaków, a od 1938 do 1939 prezesa zarządu Zjednoczenia Zawodowego Polskiego Zrzeszenia Pracy. W latach 1925–1932 pełnił obowiązki redaktora organu ZZP "Związkowiec". 

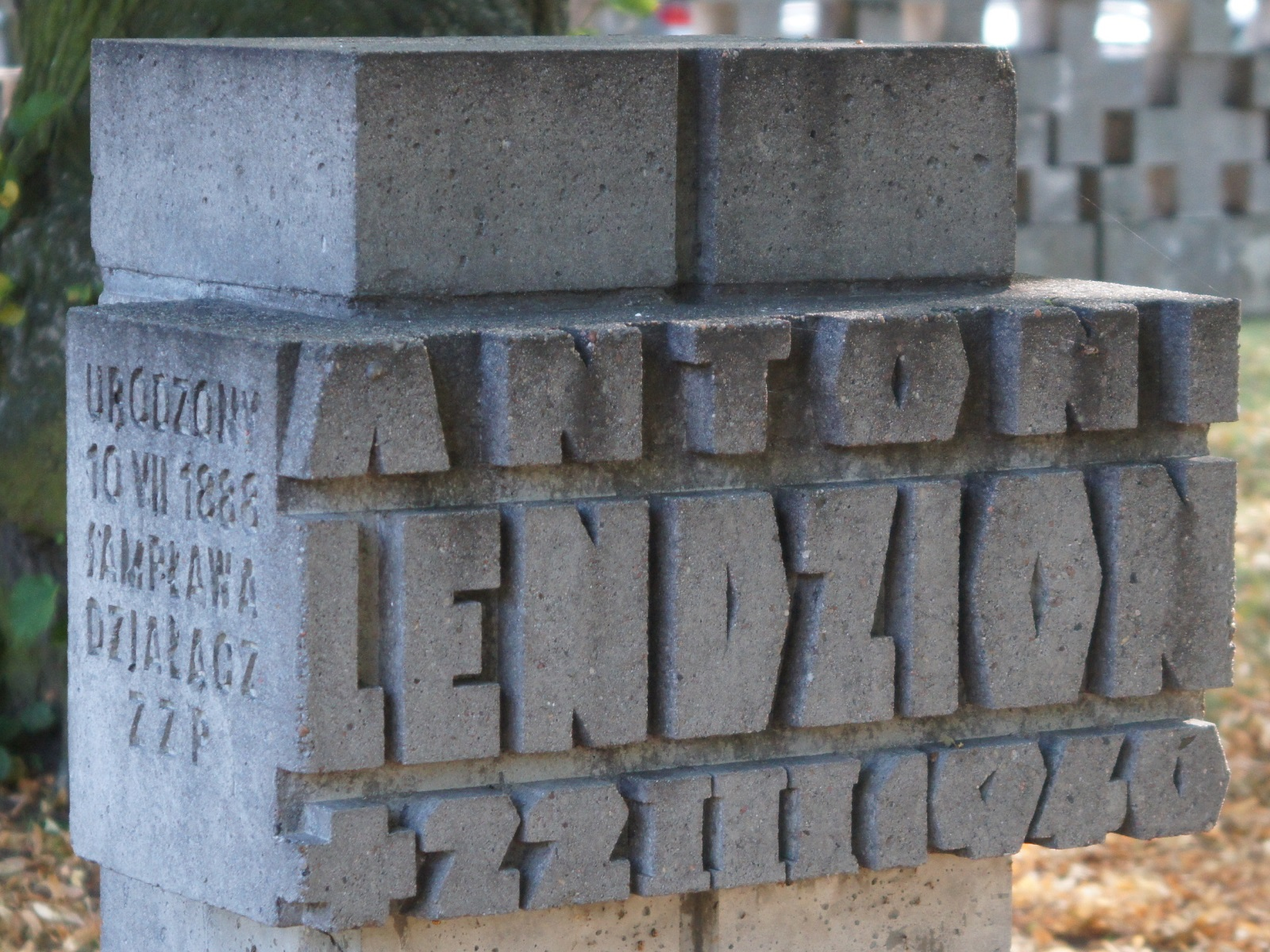
Cmentarz na Zaspie

W 1937 wraz z Bronisławem Budzyńskim trzykrotnie spotkał się z odmową przyjęcia przez prezydenta Senatu Greisera, któremu chcieli złożyć protest przeciwko bezprawnemu przenoszeniu polskich dzieci ze szkół powszechnych Macierzy Szkolnej do szkół senackich. W marcu 1938 wziął udział w zjeździe Polaków w Berlinie.
W sierpniu 1939 wobec narastającego napięcia w Gdańsku proponowano mu wyjazd do Polski, ale nie skorzystał z tej możliwości. Aresztowany 1 września, został osadzony w Victoriaschule, gdzie bito go i katowano. Następnie został wywieziony do Stutthofu. Rozstrzelano go w Wielki Piątek w 1940 wraz z grupą innych polskich działaczy w Wolnym Mieście Gdańsku. Zwłoki ekshumowano w 1947 i przeniesiono na cmentarz w Gdańsku-Zaspie.
Jest patronem ulicy w Gdańsku-Wrzeszczu. Jego pamięci jest jeden z dzwonów carillonu kościoła św. Katarzyny w Gdańsku (g3).